# Marlys Millhiser
Marlys Joy Millhiser (Charles City (Iowa), 27 de mayo de 1938 – Boulder, 20 de abril de 2017
) fue una escritora estadounidense de misterio (autora de la serie Charlie Greene) y de terror, incluida la famosa novela de 1978 The Mirror. Fue también autora de novela como The Threshold, Michael's Wife, Nella Waits y Willing Hostage.
Originaria de Boulder (Colorado), Millhiser originalmente trabajó como profesora de instituto. Llegó a ocupar el cargo de vicepresidenta de Mystery Writers of America. 